# Helgi Björnsson (Schauspieler)
Helgi Björnsson (* 10. Juli 1958 in Ísafjörður), auch Helgi Björns, ist ein isländischer Schauspieler und Pop-/Rock-Sänger. Zu den isländischen Bands, in denen er als Sänger mitwirkte, gehören Grafík und Síðan skein sól. Neben Soloalben hat er auch mehrere Alben mit seiner Band Helgi Björns Og Reiðmenn Vindanna veröffentlicht. Als Schauspieler trat Helgi in zahlreichen Filmen auf.

## Diskografie

### Soloalben
- 1997: Helgi Björns
- 2005: Yfir Esjuna
- 2011: Helgi Björnsson syngur íslenskar dægurperlur ásamt gestum

### Helgi Björns Og Reiðmenn Vindanna
- 2008: Ríðum sem fjandinn
- 2010: Þú komst í hlaðið
- 2011: Ég vil fara upp í sveit

### MitGrafík
- 1984: Get ég tekið cjéns
- 1985: Stansað Dansað Öskrað

### MitSíðan skein sól/ SSSÓL
- 1989: Síðan Skein Sól
- 1989: Ég stend á skýi
- 1990: Halló ég elska þig
- 1991: Klikkað
- 1992: Toppurinn
- 1993: SSSól
- 1994: Blóð
- 1999: 88-99

## Filmografie (Auswahl)
- 1984: Atómstöðin
- 1987: Skytturnar
- 2001: No Such Thing (Skrímsli)
- 2005: 11 Men Out (Strákarnir okkar)
- 2005: Beowulf & Grendel (Bjólfskviða)
- 2006: Jagd im Eis (Köld slóð)
- 2009: Reykjavik Whale Watching Massacre
- 2011: Hitler’s Grave
- 2013: XL
- 2013: Von Menschen und Pferden (Hross í oss)
- 2014: Paris des Nordens (París Norðursins)